# SpeedBooster
SpeedBooster – technika przyspieszająca transmisję danych (do 72 Mbps) stosowana przez urządzenia Wi-Fi marki Linksys.
Aby wykorzystać tę funkcję należy mieć dwa kompatybilne z sobą urządzenia (np. punkt dostępu i kartę sieciową Wi-Fi współpracujące z tą technologią).